# Survivor: The Australian Outback
Survivor: The Australian Outback (también llamado solamente como Survivor: Australia en temporadas posteriores) es la segunda temporada del reality show estadounidense de la cadena CBS. La filmación tuvo lugar en Goshen Station en el norte de Queensland desde octubre 23 del año 2000, hasta diciembre 3 del año 2000, teniendo una premier televisiva el 28 de enero de 2001. Teniendo como presentador a Jeff Probst,  consta en un desafió de 42 días con 16 competidores. La ubicación que se utilizó era dentro de un paseo de tres horas de la ciudad costera de Mojones y localizados en una área mojada, tropical.
Los dieciséis concursantes era inicialmente separados en dos tribus, nombrados Kucha y Ogakor. Al momento en el que quedaron solamente 10 competidores, ambas tribus se fusionaron, nombrado a la nueva tribu Barramundi. Tina Wesson ganó la temporada y fue nombrada como la última superviviente, derrotando Colby Donaldson por un voto de jurado de 4–3.
Este fue el show televisivo mejor valorado en el año 2001, según Nielsen Ratings con una media de 30 millones de espectadores cada semana. La temporada completa fue lanzada en DVD el 26 de abril de 2005.

## Participantes

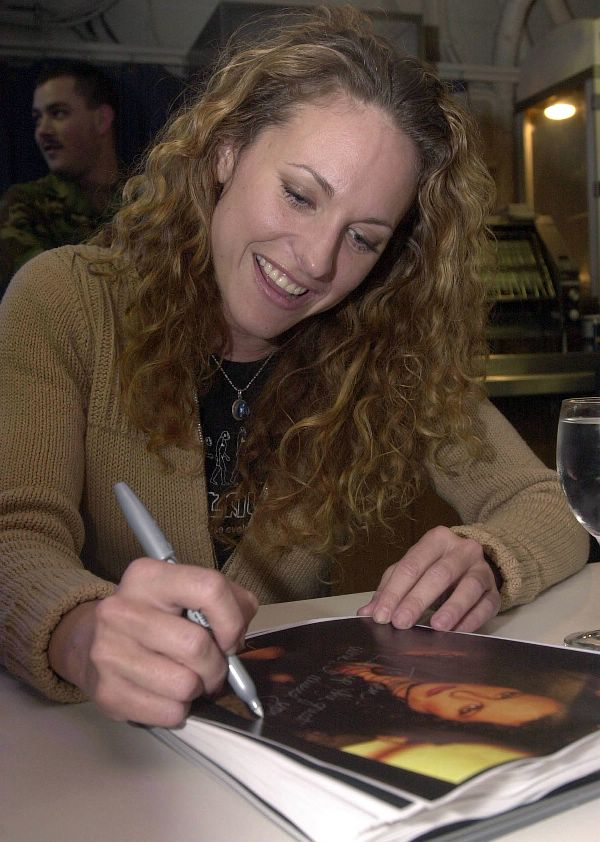
Jerri Manthey Quedó en octavo sitio y era el segundo miembro de jurado

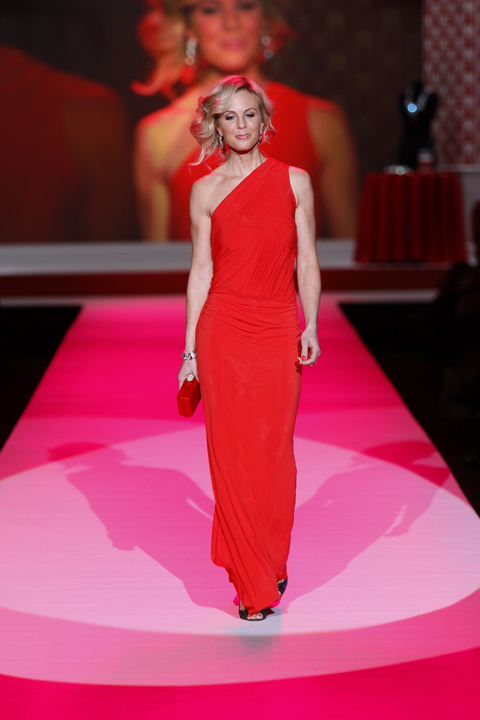
Elisabeth Filarski Quedó en cuarto sitio y era el sexto miembro de jurado

| Eaton, DebbDebb Eaton45, Mánchester, Nuevo Hampshire           | 16 !1.º votó outDay 3                      | 7  |
| Gleason, KelKel Gleason32, Fort Capote, Texas                  | 15 !2.º votó outDay 6                      | 7  |
| Hershey, MaralynMaralyn Hershey51, Wakefield, Virginia         | 14 !3.º votó outDay 9                      | 5  |
| Olson, MitchellMitchell Olson23, Vermillion, Dakota del Sur    | 13 !4.º votó outDay 12                     | 4  |
| Kappenberg, KimmiKimmi Kappenberg27, Ronkonkoma, Nueva York    | 12 !5.º votó outDay 15                     | 6  |
| Skupin, MichaelMichael Skupin38, Nube Blanca, Míchigan         | Médicamente evacuatedDay 17                | 0  |
| Varner, JeffJeff Varner34, Greensboro, Carolina del Norte      | 10 !6.º votó outDay 21                     | 7  |
| Calaway, AliciaAlicia Calaway32, Nueva York, Nueva York        | 09 !7.º votó fuera1.º jurado memberDay 24  | 5  |
| Manthey, JerriJerri Manthey30, Los Ángeles, California         | 08 !8.º votó fuera2.º jurado memberDay 27  | 12 |
| Brown, NickNick Brown23, Steilacoom, Washington                | 07 !9.º votó fuera3.º jurado memberDay 30  | 4  |
| Brkich, AmberAmber Brkich22, Castor, Pensilvania               | 06 !10.º votó fuera4.º jurado memberDay 33 | 6  |
| Bingham, RodgerRodger Bingham53, Crittenden, Kentucky          | 05 !11.º votó fuera5.º jurado memberDay 36 | 5  |
| Filarski, ElisabethElisabeth Filarski23, Boston, Massachusetts | 04 !12.º votó fuera6.º jurado memberDay 39 | 5  |
| Famie, KeithKeith Famie40, Del oeste Bloomfield, Míchigan      | 03 !13.º votó fuera7.º jurado memberDay 41 | 8  |
| Donaldson, ColbyColby Donaldson26, Christoval, Texas           | Subcampeón                                 | 5  |
| Wesson, TinaTina Wesson40, Knoxville, Tennessee                | Superviviente único                        | 0  |

Los votos totales es el número de votos que un superviviente ha recibido durante Consejos Tribales donde el superviviente es elegible de ser eliminado del juego. No incluye los votos que recibieron durante el Consejo Tribal final.

### Apariciones futuras
Tina Wesson, Colby Donaldson, Jerri Manthey, Alicia Calaway, y Amber Brkich regresaron para competir en Survivor: All-Stars. Wesson, Donaldson, Manthey, y Calaway quedaron en 18.º, 12.º, 10.º, y 7.º, respectivamente, y Brkich ganó la temporada. Brkich Compitió también en el reality show The Amazing RaceThe Amazing Race 7 7 con su prometida y amigo Rob Mariano, quedando al final en 2.º; luego la pareja, en ese momento ya casados, regresaron para The Amazing Race 11, donde terminaron 8.º.
Donaldson Y Manthey regresaron otra vez en Survivor: Héroes vs. Villanos, Manthey quedó en la tribu de los Villanos y Donaldson quedó dentro de la tribu de los héroes, siendo Donaldson posteriormente el último representante de la tribu de los héroes y ambos, Donaldson y Manthey quedaron en las posiciones 5.º y 4.º, respectivamente. Michael Skupin regresó para Survivor: Filipinas donde logró quedar como subcampeón. Wesson regresó otra vez para Survivor: Blood vs. Water junto con su hija, Katie Collins (quién apareció en The Australian Outback como su familiar visitante), donde Wesson quedó 4.º. Jeff Varner y Kimmi Kappenberg regresaron más adelante para Survivor: Camboya.

## Recepción
Survivor: The Australian Outback es todavía, a este día, la temporada con ranking televisivo más alto de toda la serie, siendo el show televisivo mejor valorado durante los años 2000–2001.
The Australian Outback es todavía muy bien recibido entre los grupos de fanáticos de la serie. Su presentador desde la primera temporada Jeff Probst la calificó como la octava mejor temporada de todas, citando a memorables participantes como por ejemplo "Colby, el prototipo de un Superviviente 'héroe'; Jerri, como la original 'Viuda Negra'; y así como también mencionó entre los personajes históricos de la temporada a Michael Skupin como ¨El daño infame¨.